# Pierre Salama
Pour les articles homonymes, voir Salama et Pierre Salama (économiste).
Pierre Salama, né le 2 janvier 1917 à Alger et mort le 2 avril 2009 à Paris 5e, est un historien et archéologue français.
Grand ami de l'Algérie, qu'il quitte seulement en 1989 du fait de son état de santé, et de la Tunisie, il est un grand spécialiste des voies romaines de la région ainsi que des bornes milliaires. En 1949, il publie la Carte du réseau routier de l'Afrique du Nord, jointe ensuite à son ouvrage sur Les voies romaines de l'Afrique du Nord.

## Biographie
Pierre Salama fait ses études au petit lycée de Ben Aknoun (1928-1931) puis au Grand lycée d'Alger (actuel lycée Abd el-Kader), où il a comme maître René Lespès, historien et géographe. Il entreprend ensuite des études de droit ; le droit romain le mène directement à l'archéologie et, dès 1940, Louis Leschi, directeur des antiquités de l'Algérie l'encourage dans cette voie.
Combattant durant la Seconde Guerre mondiale, il choisit en 1962 de rester en Algérie. Il enseigne l'histoire du droit et le droit romain à la faculté centrale d'Alger et l'histoire de la pensée politique à l'École nationale d'administration d'Alger. À côté de l'enseignement de l'histoire du droit et de celle du Maghreb, Salama développe une importante activité archéologique au CNRS. Épigraphiste, numismate, spécialiste de géographie historique, il est aussi un photographe accompli.
Une partie des archives de Pierre Salama est conservée à l'Institut national d'histoire de l'art.

## Publications
- Le réseau routier de l'Afrique romaine, CRAI, 1948, p. 395-399 (en ligne) ;
- Carte du réseau routier de l'Afrique romaine, 1949 ; nouv. éd. 2010 (Bibliothèque de l'Antiquité tardive, 17)  (ISSN 1637-9918)  (ISBN 9782503513201) ;
- Les voies romaines de l'Afrique du Nord, Alger, 1951 ;
- Bornes milliaires d'Afrique proconsulaire, Paris/Tunis, 1987 ;
- « Le Sahara pendant l'Antiquité classique », Gamal Mokhtar [sous la dir. de], Histoire générale de l'Afrique, vol. II « L'Afrique ancienne », éd. Présence Africaine/Edicef/Unesco, Paris, 2000 (nouvelle édition), p. 553-574 ;
- Nombreux articles dont 22 ont été réédités dans Promenades d'antiquités africaines : scripta varia par Jean-Pierre Laporte et Pierre Salama, Paris, 2005.